# قولة (الرملة)

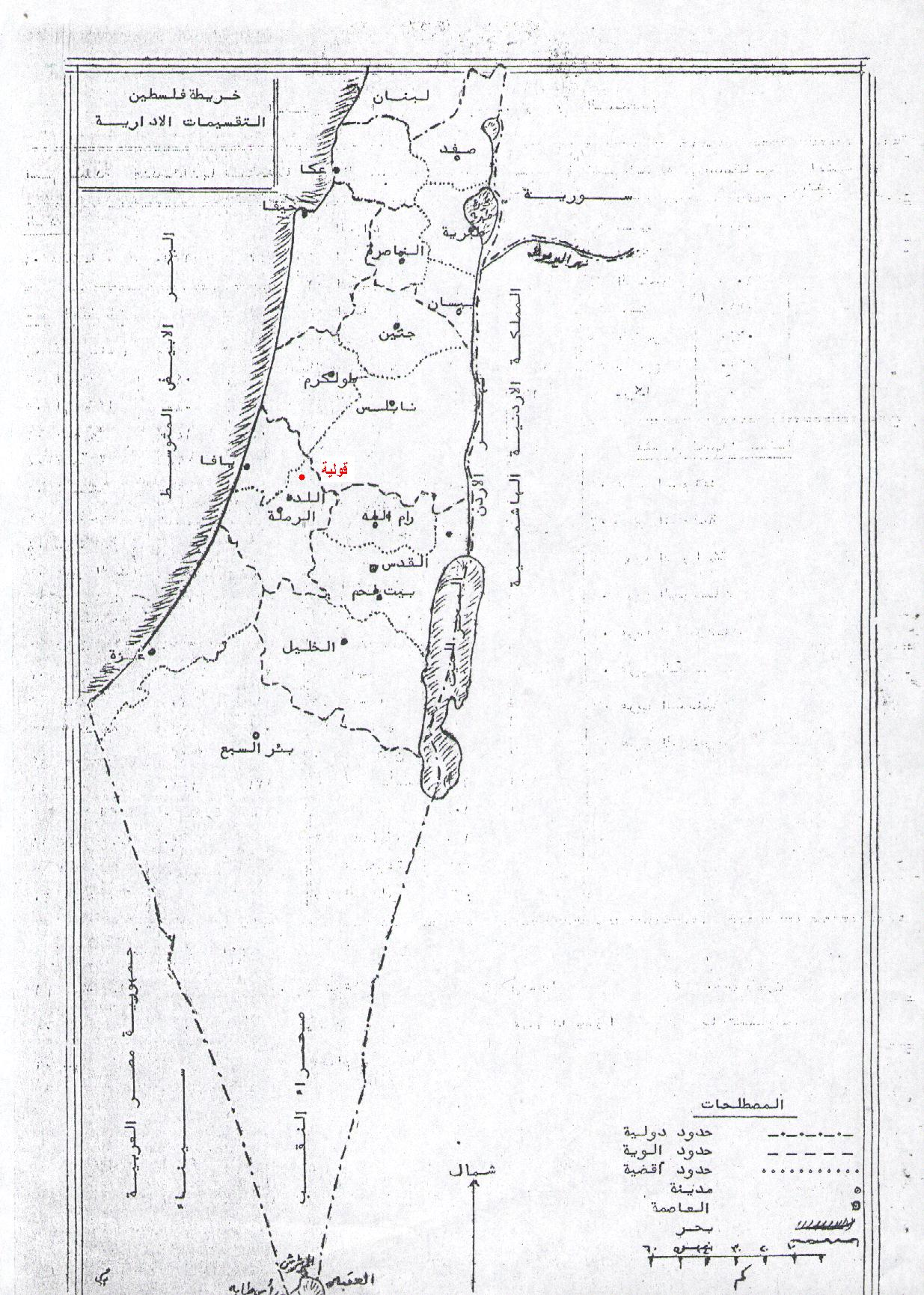
خارطة فلسطين

قُولة أو قُولية إحدى قرى فلسطين التاريخية المهجرة سكانها عام 1948. تقع في قضاء يافا وشمال شرق مدينة الرملة وتبعد عنها نحو 15 كم. أحد أشهر أبنائها هو حسن سلامة وابنه علي حسن سلامة أحد أبرز قادة منظمة أيلول الأسود.

## سبب التسمية
يذكر الدكتور محمد حسين علي في كتابه تاريخ العرب والمسلمين أن محمد علي باشا عندما كان متوجهاً إلى مصر عسكر في السهل الفلسطيني في المكان المقام عليه قرية قولة، وقد دعاه بذلك تيمناً ببلدته قَوَلَة في بلده الأصلي ألبانيا، وأصبحت تعرف بهذا الاسم منذ ذلك الوقت. إلا أن الفرنجة ذكروها باسم كولة (Chole) وقد أقاموا بها حصناً ما زالت بقاياه من العصور الوسطى تظهر في القرية.

## الموقع

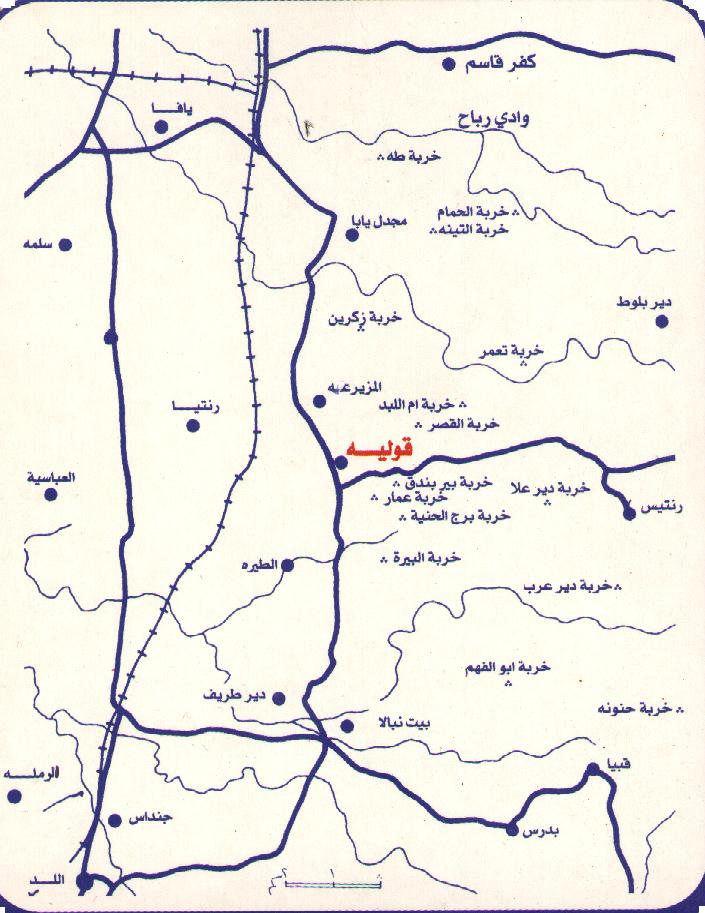
قولية مع القرى المحيطة بها

تعد قولة من قرى قضاء مدينة الرملة والذي يتبع لواء الرملة أحد ألوية فلسطين. تقع قولة على هضبة منبسطة في الطرف الشرقي للسهل الساحلي الأوسط على ارتفاع 125 م عن سطح البحر، وعلى بعد 11 كم شمال مدينة اللد، وعلى بعد 30 كم جنوب شرقي مدينة يافا. يحدها من الجنوب قرية طيرة دندن ومن الشرق قرية رنتيس ومن الغرب قرية رنتية ومن الشمال قرية المزيرعة، كما تقع على مفترق عدة طرق رئيسية مما يجعلها على اتصال دائم بما يجاورها من المدن والقرى، وأهم هذه الطرق:
- جنوباً: الطريق المعبد الممتد من مدينة اللد والذي يمر بمستعمرة (بن شمن) اليهودية، ثم قرى: بيت نبالا ودير طريف وطيرة دندن ثم قولة.
- شمالا ً: قريتا المزيرعة ومجدل يابا حتى رأس العين.
- غرباً: طريق غير معبد يربطها بقرى: رنتية والمستعمرة الألمانية (ويْلِهلمَا) والعباسية.
- شرقاً: طريق آخر غير معبد يربطها بقرى: رنتيس واللبن الغربي (لبن رنتيس)[4] وعابود.

وقولية مع مجموعة القرى التي تحاذيها مثل طيرة دندن ودير طريف وبيت نبالا والحديثة من الجنوب والمزيرعة ومجدل يابا وكفر قاسم من الشمال، تعرف بقرى العرقيات (والعرق بمعنى الجبل الصغير) لوقوعها في نهاية السهل وأول الجبل.

## المساحة
تبلغ مساحة قولة 46 دونماً، كما تبلغ مساحة أراضيها 4347 دونماً منها 187 دونماً للطرق والوديان و271 دونماً تملكها اليهود. غرس الزيتون في 460 دونماً من أراضيها الزراعية.

## السكان
| السنة | النسمة |
| ----- | ------ |
| 1596م | 380    |
| 1922م | 480    |
| 1931م | 697    |
| 1945م | 1010   |
| 1948م | 1172   |

## التعليم
تأسست مدرستها عام 1919 بمعلم واحد. في عام 1948 بلغ عدد طلابها 134 طالباً، يعلمهم أربعة معلمين، ولها مكتبة ضمت قرابة مئتي كتاب. من أشهر معلمي القرية الشيخ أبو موسى العنابي، والأستاذ محمد عودة الرمحي، والأستاذ أشرف لطفي والأستاذ عوض السلواني (وكان بذراع واحدة). وكانت مدرسة القرية مبنية من الحجر الأبيض الجيد، ومكونة من أربع غرف، وأمامها حظير من الإسمنت على شكل منصة وبجانبها مشرب مياه للطلاب ودورة مياه وأمامها ساحة واسعة كان طلاب المدرسة يصطفون فيها في الطابور الصباحي.

## أعلام القرية

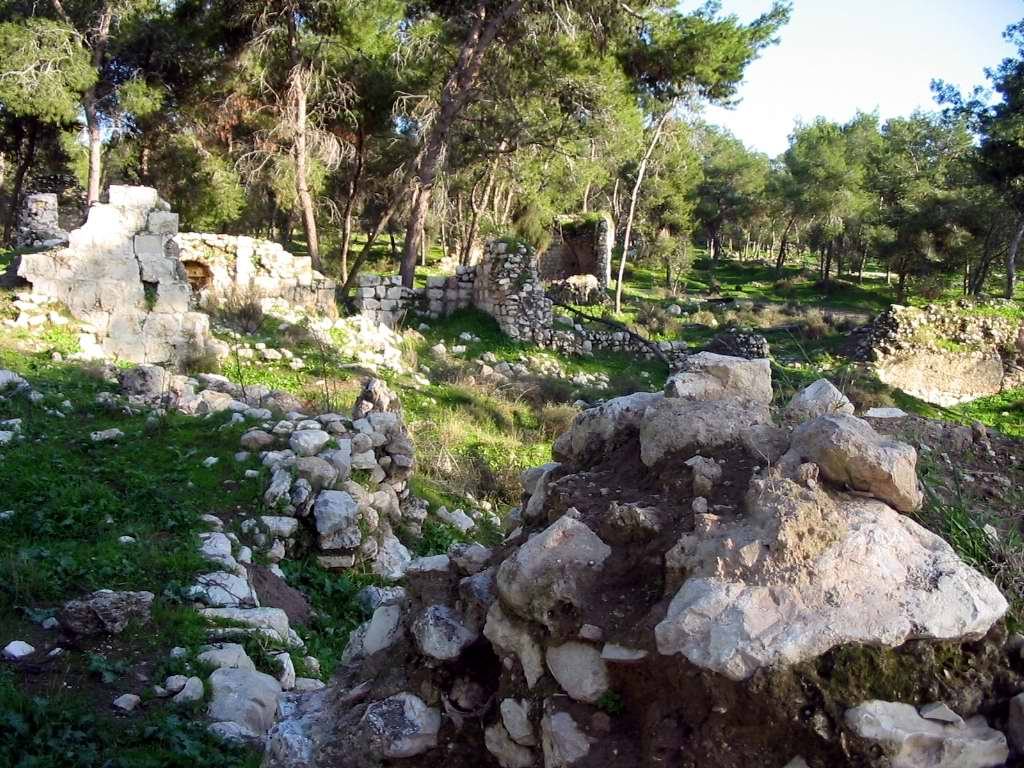
أحد المناظر فيها

من رجالاتها البارزين الشيخ عباس باشا الحنداش، الذي كان من وجهاء وأعلام المنطقة وكان يشارك وجهاء القرى المجاورة في حل القضايا ويمشي في الإصلاح بين الناس وكان يمد المقاومين في القرى والمدن المجاورة بالسلاح للقتال ضد الصهاينة والجيش البريطاني. ومن رجالاتها البارزين الشيخ حسن سلامة، وهو من أبرز قادة الثورة الفلسطينية عام 1936.
ومن رجالاتها من وصل إلى مناصب ورتب رفيعة في الجيش إبان الانتداب البريطاني أمثال السادة: أحمد علي العم وعودة يوسف. ويأتي بعدهم: عبد الكريم العم الذي كان يتولى تدريب الجنود المنتسبين حديثاً للجيش، وتيم عبد الله. نمر صالح أبو صالح والذي كان عضوا في اللجنة المركزية لحركة فتح والقيادة العامة لقوات العاصفة، وفي عام 1983 قاد حركة الانشقاق مدعوماً من النظام السوري تحت مسمى «فتح الانتفاضة».

## بيوتها
بيوت القرية متلاصقة، ويسمى البيت الواحد (الحوش) أو (الدار). وهي مبنية من الحجارة، سماكة جدرانها متر ونصف تقريباً.

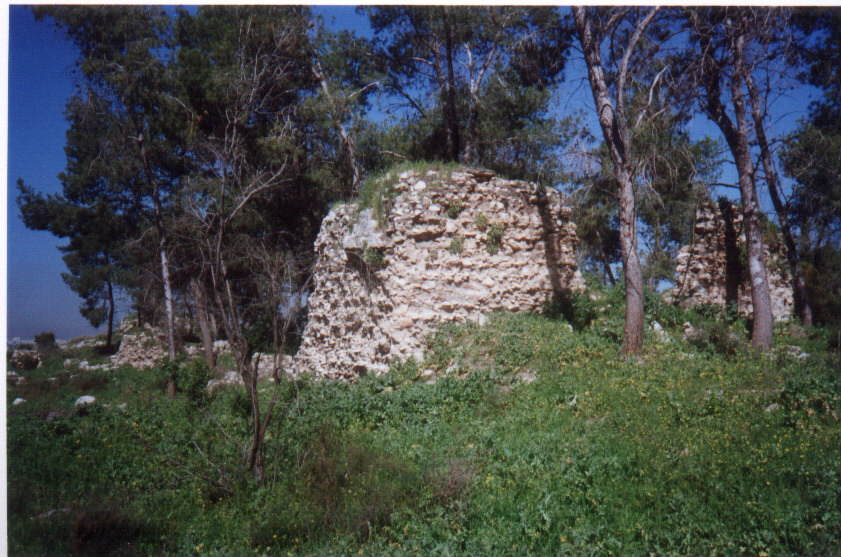
منظر آخر

## أهم معالمها وآثارها
مدرسة كندي القديمة، والمدرسة الجديدة، وجامع الساحة القبلية وجامع الحارة الشمالية، وبركة الربع وبرج آل دبور وبرج آل غانم، والنقطة (وهي نقطة مراقبة من أيام الرومان)، وتعميرة العموري وجنينة سرور وجنينة البرج وجنينة محمد العبد. ومن آبارها: بئر عمار والتربيعة ويقع في الجهة الغربية للبلدة، وبئرالقصر والواد وحمدان وأبو رشيق والحسن وبئرالأطرش والحارة والشجرة. كما ويوجد في القرية بقايا لقلعة صليبية.

## المحاصيل الزراعية

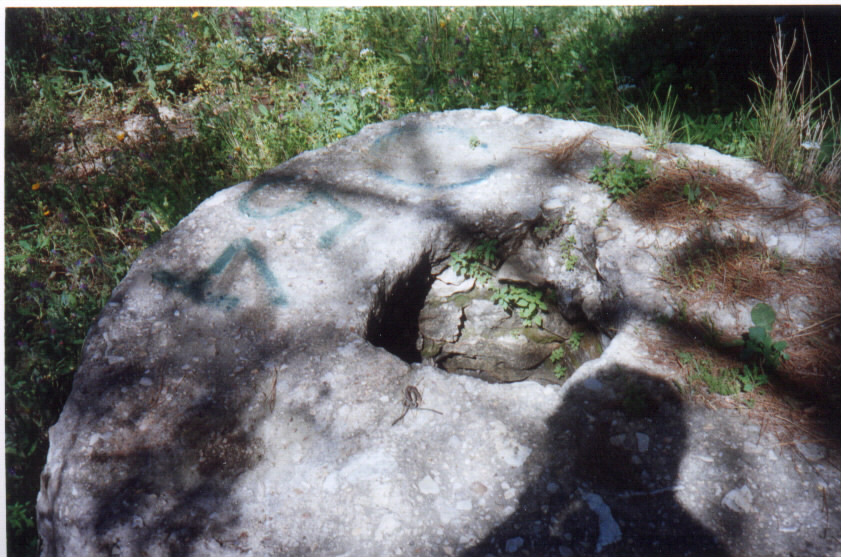
منظر آخر

قولة تقع في نهاية السهول الساحلية الوسطى لفلسطين، وأول جبالها، مناخها ماطر شتاءً وحار جاف صيفاً. جبالها مزروعة بالأشجار المثمرة مثل أشجار العنب والتين والزيتون والصبر والتوت والخوخ والمشمش. كما تغطى باقي جبالها بالأشجار الحرجية، مثل أشجار البلوط والسريس والزعرور والخروب والسدر والسرو والصنوبر والكينا. وكان أهالي القرية يستخدمون هذه الأشجار للتحطيب. كانت جبالها مغطاة بالأعشاب معظم أيام السنة فتشكل أماكن خصبة لرعي قطعان الأغنام والأبقار والحيوانات الأخرى التي يمتلكها سكان القرية، مثل الجمال والخيل والبغال والحمير.

## دور قرية قولة في المقاومة والنضال
في عهد الانتداب البريطاني سطع نجم الثائر حسن سلامة، وقد التف حوله شباب القرية أمثال مصطفى عصفور داود وحسن أحمد مصطفى الحسن ومحمد عامر ومحمد الذيب ومحمد عبد الواحد ومحمد سمحان وغيرهم كثير. انضم اليهم أعداد كبيرة من شباب القرى المجاورة، انبروا جميعاً لمقاومة الإنجليز واليهود. وكان أول اشتراك لهم في القتال عام 1936 حينما علم الشيخ حسن أن جماعةً كبيرةً من اليهود نزلت حيفا عن طريق البحر، وستتوجه بالقطار الحديدي إلى يافا. أعد حسن ما يلزم من البارود والديناميت لنسف القطار حين مروره بمنطقة (رأس العين)، ولما مرت عربات القطار على قضبان السكة الحديدية الملغومة انفجت وتدهورت، وأخد الثوار بالهجوم ففتكوا بعدد غير قليل من ركابها وحراسهم الجنود الإنجليز. وقد توفي من شباب القرية في هذه المواجهة محمد سمحان وإبراهيم الخواجا وحسن سالم.
في اليوم التالي داهمت قوات بريطانية قولة، فهدمت الكثير من بيوتها ومن بينها دار الشيخ حسن سلامة، واعتقلوا والده الهرم وعذبوه.
كان حسن سلامة بعد ذلك من بين القادة والزعماء الفلسطينيين الذين غادروا بلادهم إلى العراق، لئلا يقعوا في أيدي الإنجليز فيعلقون على أعواد المشانق. وفي العراق التحق بالكلية العسكرية، وبعدها توجه إلى ألمانيا وتدرب على حرب العصابات والتحليق بالمظلات في أحد المعاهد العسكرية.
وقبل أن تنشب أحداث فلسطين سنة 1947، عاد حسن سلامة بالطائرة إلى بلاده، وهبط بالمظلة قرب البحر الميت هو وزميله ذو الكفل عبد اللطيف. وظل يعيش متخفياً حتى قامت الثورة، وعند ذلك تسلم حسن سلامة قيادة المجاهدين الفلسطينيين في المنطقة الوسطى الغربية من فلسطين.
وقد اشترك حسن سلامة ورجاله في معركة القسطل التي استشهد فيها صديقه عبد القادر الحسيني. وبعد استشهاده تسلم حسن قيادة المعارك التي ظلت مستمرة في القسطل وفي باب الواد 	ثم عاد إلى منطقته في جهات رأس العين، وظل يجاهد هناك حتى دخلت الجيوش العربية إلى فلسطين، فاشترك معها في قتال اليهود في قلب منطقته، حتى جرح وهو يدير معركة حامية في رأس العين نفسها، ونقل إلى مشفى الهلال الأحمر في الرملة.
مات سلامة في 3 حزيران سنة 1948 في مستشفى الهلال الأحمر في الرملة، وقد دفن في قريته قولية في جنازة عسكرية مهيبة بمقبرة القرية، وبعد أسبوع أخرجت الجثة من القبر ودفنت في ساحة مسجد القرية في الحارة الشمالية، وقد سوي القبر مع الأرض خوفاً من أن يقوم الإنجليز واليهود بسرقة جثمانه.

## سقوط القرية
في صبيحة يوم السبت الموافق 10 يوليو 1948، شنت العصابات اليهودية على قولة والقرى المجاورة هجوماً كاسحاً، استخدموا فيه عدداً كبيراً من جنودهم، وكثيراً من المعدات الحربية الحديثة التي منحتهم إياها حكومة الانتداب البريطاني من دبابات ومصفحات وسيارات جيب بينما كان في البلدة مصفحتان يستعملها المجاهدون أتباع الشيخ حسن سلامة، وقد تعطلت هاتان المصفحتان قبل احتلال القرية بأيام، فقام خلف العم بإصلاحهما، وأوصى باستعمالهما بعد توفير الوقود لهما، ولم تستطع الثورة توفير الوقود، فظلتا واقفتين أمام دار عبد الحميد تيم العم (أبو حسن العم) على الشارع الرئيسي.
وعندما هاجم العدو البلدة بمصفحاته من الجهة الغربية، شاهد المصفحتين المذكورتين، فظن أن هذا كمين فلم يتقدم إلا بعد أن أحرقهما بمدافعه، فتصدى له المدافعون عن القرية من سكانها بأسلحتهم البسيطة حتى نفذت ذخيرتهم، مما أدى إلى انسحاب المدافعين وهروب سكان القرية شرقاً إلى القرى المجاورة كرنتيس واللبن وعابود.
وبعد أن طالت المدة وفقد الأمل في العودة هاجر سكان البلدة كبقية سكان فلسطين المحتلة. بعد احتلال القوات الإسرائيلية للقرية قاموا بتدمير جميع بيوتها، ولم يبق من مبانيها إلا مبنى المدرسة الجديدة الذي دمر مؤخرا عام 2004 م.

## القرية اليوم
ثمة غابة تغطي معظم أنحاء الموقع. ويتبعثر حطام المنازل المتداعية والمصاطب المنهارة بين الأشجار. كما ينبت في الموقع الصبّار والتين والتوت وشجر الكينا. والمعلم الوحيد الباقي هو بناء المدرسة في الجانب الغربي من الموقع وتُستعمل الأراضي المنتشرة على التلال المجاورة مرعى للمواشي؛ أمّا الباقي فمزروع.

## المغتصبات الصهيونية على أراضي القرية
لا مستعمرات إسرائيلية على أراضي القرية. أمّا مستعمرة  جفعات كوح ، التي أُنشئت في سنة 1950، فهي على أراضي الطيرة، على بعد كيلومترين إلى الجنوب الغربي من موقع القرية.